# Yo quisiera (canción)
«Yo quisiera» es una canción y sencillo debut del grupo de pop mexicano Reik, lanzado para su album debut estudio homónimo (2005). Fue a principios del finales del 2004 y su lanzamiento por la discográfica Sony Music Latin. Esta fue una canción del álbum muy exitosa del grupo debido a ser una canción de balada romántica

## Lista de canciones

### Descarga digital[4]
| Yo quisiera — Single |               |          |  |
| N.º                  | Título        | Duración |  |
| 1.                   | «Yo quisiera» | 3:34     |  |

## Vídeo musical
Fue publicado en el canal de YouTube de la banda el 2 de octubre del 2009. En 2023, el video contaba con 365 millones de vistas y más de 1.2 millones de "me gusta". A 2025, cuenta con 432 millones de visitas y 1.4 millones de “me gusta”.

## Posicionamiento en listas
| Listas (2004)                      | Mejor posición |
| ---------------------------------- | -------------- |
| Estados Unidos (Hot Latin Songs)   | 27             |
| Estados Unidos (Latin AirPlay)     | 11             |
| Estados Unidos (Latin Pop AirPlay) | 5              |

## Historial de lanzamiento
| Región | Fecha               | Formato                     | Discográfica     | Ref.  |
| ------ | ------------------- | --------------------------- | ---------------- | ----- |
| México | 18 de julio de 2005 | Descarga digital, Streaming | Sony Music Latin | [ 4 ] |